# Bradley Merryweather
Bradley Merryweather (* 19. Oktober 2000 in New Maryland, New Brunswick) ist ein kanadischer Volleyballspieler.

## Karriere
Merryweather studierte von 2018 bis 2022 an der University of New Brunswick und spielte in der Universitätsmannschaft Reds. 2022/23 war er in Dänemark bei Ikast KFUM aktiv. Anschließend wechselte der Zuspieler zum deutschen Zweitligisten SV Warnemünde. Mit dem Verein schaffte er in der Saison 2024/25 den Aufstieg in die erste Liga. Auch 2025/26 spielt Merryweather für Warnemünde.